# Gestão ambiental

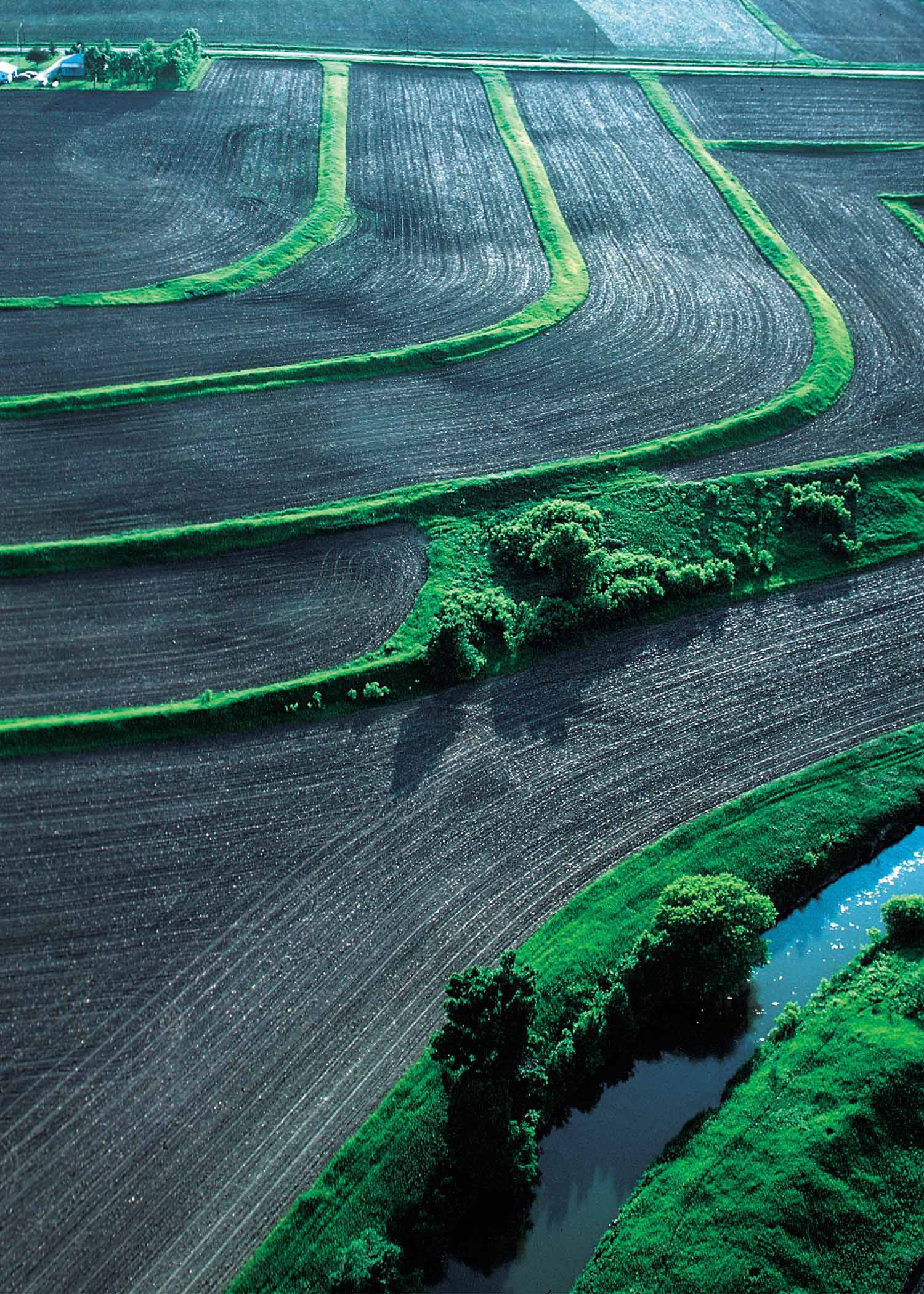
A gestão ambiental visa ordenar as atividades humanas para que estas não agridam o meio ambiente. Na foto, observa-se a melhoria das práticas agrícolas, tais como este espaço no noroeste do estado de Iowa, Estados Unidos, que, além da atividade econômica, serve para preservar o solo e melhorar a qualidade da água.

A gestão ambiental é uma disciplina tratando sobre a administração do exercício de atividades econômicas e sociais de forma a utilizar de maneira racional os recursos naturais, visando à sustentabilidade. Fazem parte do arcabouço de conhecimentos associados à gestão ambiental técnicas para a recuperação de áreas degradadas, técnicas de reflorestamento, métodos para a exploração sustentável de recursos naturais, de consumo e produção sustentáveis, o planejamento participativo, gestão de stakeholders, e o estudo de riscos e impactos ambientais para a avaliação de novos empreendimentos ou ampliação de atividades produtivas.
No âmbito privado, a prática da gestão ambiental introduz a variável ambiental no planejamento empresarial, e quando bem aplicada, permite a redução de custos diretos - pela diminuição do desperdício de matérias-primas e de recursos cada vez mais escassos e mais dispendiosos, como água e energia - e de custos indiretos - representados por sanções e indenizações relacionadas a danos ao meio ambiente ou à saúde de funcionários e da população de comunidades que tenham proximidade geográfica com as unidades de produção da empresa. Um exemplo prático de políticas para a inserção da gestão ambiental em empresas tem sido a criação de leis que obrigam a prática da responsabilidade pós-consumo.
Na esfera pública, a prática gestão ambiental é essencial no Brasil, tendo em vista não somente a base constitucional de garantia do meio ambiente equilibrado (Artigo 225 da Constituição Federal de 1988), mas também a centralidade do Estado em matéria de gestão ambiental, tendo em vista que os governos são os principais atores em matéria de ambiente, o que lhe confere importante papel mediador junto à sociedade civil e ao setor privado. No âmbito federal, o Ministério do Meio Ambiente desempenha tal papel mediador, tendo como função esperada a de conciliar os interesses de conservação ambiental aos demais interesses da sociedade - seja articulando-se com outros órgãos da administração pública, seja mediando interesses, como em seus órgãos consultivos. No Conselho Nacional do Meio Ambiente - Conama, por exemplo, conta com participação da sociedade civil, com representantes de ONGs ambientalistas, e de representantes do setor privado.

## Gestão ambiental para o desenvolvimento sustentável
Gestão ambiental e desenvolvimento  sustentável são  temas que  permeiam  as  esferas  econômica, cultural e política, e que remetem à interface entre sociedade e ecossistemas. Desde a ECO 92, conferência mundial sobre meio ambiente, realizada na cidade do Rio de Janeiro em junho de 1992 e que resultou no documento conhecido como Agenda 21, cada vez mais a sociedade passou a exigir das indústrias, cuidados na preservação dos recursos naturais, e o respeito ao Código Florestal, que impõe regras mais rígidas no uso da terra. Isso oferece oportunidades de trabalho no setor privado, em fazendas, cooperativas e agroindústrias. Contudo, crises econômicas podem afetar sensivelmente os programas ambientais, já que as empresas diminuem a produção, resultando em redução do investimento no setor. À medida que a sociedade vai se conscientizando da necessidade de se preservar o meio ambiente, a opinião pública começa a pressionar as empresas a buscarem formas alternativas de desenvolver suas atividades econômicas de maneira mais racional. Ao colocar no mercado um produto que mostra a preocupação com a preservação do meio ambiente, tanto a empresa, quanto o produto tornam-se referências para o consumidor. O próprio mercado consumidor passa a selecionar os produtos que consome, em função da responsabilidade social das empresas que os produzem. Desta forma, surgiram várias normas que definem os procedimentos relacionados à gestão ambiental, tais como as da família ISO 14000, que certificam que a empresa cumpre tais procedimentos em suas atividades produtivas e gerenciais. A área de sistemas de gestão ambiental é a mais aquecida. Bacharel e tecnólogo passaram a ser necessários no mercado de trabalho à medida que eram consultados agrônomos, engenheiros, biólogos e logísticos para um mesmo projeto; assim explica-se a formação híbrida dos gestores ambientais no campo acadêmico. Também é comum a contratação destes profissionais por secretarias de meio ambiente e obras, municipais ou estaduais; nesses órgãos públicos, o profissional é chamado a participar da definição, implantação e fiscalização de políticas públicas.
A família ISO 14000 aborda vários aspectos da gestão ambiental e fornece ferramentas práticas para que as empresas e organizações identifiquem e controlem o seu impacto ambiental, aprimorando constantemente o seu desempenho na preservação ambiental.
Mais recentemente, conceitos como sustentabilidade, responsabilidade social, e gestão socioambiental têm trazido novas dimensões à gestão ambiental. Dessa forma, para além das questões ambientais, novas questões vêm se agregando à gestão ambiental, que passa a tratar também de aspectos como inclusão social, equidade, sócio-biodiversidade, dentre outras questões tipicamente relacionadas à sustentabilidade em seu tripé social, econômico, e ambiental.

### Instrumentos do gestor ambiental
Os instrumentos de gestão ambiental são ferramentas que visam a auxiliar no processo de planejamento, bem como na operacionalização da gestão ambiental, de modo que esta gestão possa ser integrada de maneira estratégica por todas as suas atividades. Entende-se como instrumentos de Gestão Ambiental, o licenciamento ambiental, o estudo de impacto ambiental, o geoprocessamento, a educação ambiental, a mediação de conflitos e o planejamento ambiental, e a auditoria ambiental.

## Formação acadêmica
O aumento da procura de profissionais especializados em gestão ambiental motivou o surgimento de cursos voltados para a formação desses profissionais. As primeiras ideias para a capacitação específica em gestão ambiental remontam a 1986, junto à Faculdade de Saúde Pública da USP. Em parceria com a Faculdade de Arquitetura e Urbanismo, a FSP ofereceu o “curso de especialização em gestão ambiental” de 1995 a 2005, em nível pós-graduação lato senso. Já o curso de Master in Business Administration (MBA) em “gestão e tecnologias ambientais” do Programa de Educação Continuada da Escola Politécnica (Escola Politécnica), também lato-sensu, é oferecido desde 1997. Foi somente após a criação destes cursos de pós-graduação (lato sensu) que a Universidade de São Paulo criou o primeiro curso de bacharelado em gestão ambiental do Brasil, ministrado na Escola de Agricultura Luiz de Queiroz, em Piracicaba. A proposta do curso, interdisciplinar por princípio, foi concluída no início de 2000 e implementada em 2002 com apoio do Centro de Energia Nuclear na Agricultura (CENA). Como visto, a primeira instituição a abrir o curso de graduação específico foi a Universidade de São Paulo em 2002; desde então, multiplicaram-se rapidamente pelo país, tal qual o bacharelado em Gestão e Análise Ambiental e os cursos superiores de tecnologia de Saneamento ambiental, Gestão Hídrica e Ambiental ou ainda Toxicologia Ambiental, dependendo da ênfase do curso, além do curso técnico de Técnico em Meio Ambiente e de Especializações em Gestão Ambiental.
As disciplinas comuns incluem administração, sociologia, geoprocessamento, políticas públicas, educação ambiental, hidrologia, cálculo, desenvolvimento socieconômico, planejamento ambiental, economia do meio ambiente, urbanismo, estudo de impacto ambiental, química ambiental, código florestal brasileiro, empreendedorismo, logística florestal, auditoria ambiental, estatística, direitos dos animais, botânica e licenciamento ambiental.
O profissional formado em gestão ambiental é o administrador do ambiente responsável por manter o equilíbrio entre a conservação dos recursos naturais e a produção econômica de bens e serviços. É o profissional que gerencia projetos ambientais (elaboração, desenvolvimento e coordenação), formula políticas para certificação ambiental, promove ações de conscientização e educação ambiental, e realiza estudos de impacto ambiental. Há muita discussão sobre as diferenças nos cursos de Gestão Ambiental com cursos de Engenharia Ambiental. Em termos disciplinares, equanto os cursos de Gestão Ambiental são estruturados em áreas da Administração, Biologia, Ecologia, e Ciências Sociais - havendo matérias específicas voltadas ao manejo dos recursos naturais, certificação ambiental, recuperação de áreas degradadas, análise de riscos ambientais, entre outros - os cursos de Engenharia Ambiental possuem uma base focada em Exatas, com disciplinas de Física, Matemática e Química.
Uma característica a ser incorporada no ensino e na pesquisa em gestão ambiental é que facilite o entendimento de como diversos atores estatais e não-governamentais buscam gerir e influenciar o meio ambiente, tendo em vista não somente o amadurecimento da democracia e de seus instrumentos, mas também a profusão de novas instituições que compartilham da missão da conservação ambiental e do desenvolvimento sustentável. Isso feito, os cursos de gestão ambiental desempenharão um papel indispensável na tentativa de solucionar problemas ambientais.